# オリオン座c星
オリオン座c星 (c Orionis, c Ori) は、太陽系から見てオリオン座の方向にある5等星の恒星。オリオン座θ星、ι星とともに、オリオン座の三つ星の南側にある「小三つ星」と呼ばれるアステリズムを構成する星の1つで、3つの星の中で最も北側に位置している。

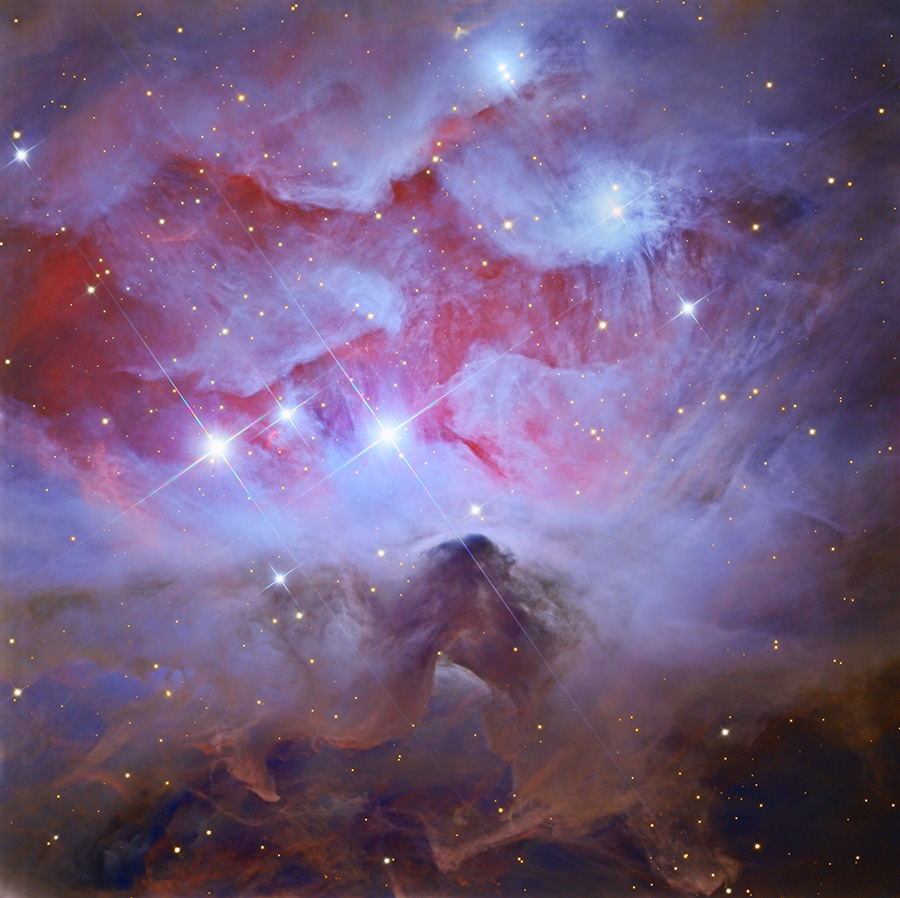
NGC 1977の撮像。中心近くの輝星がオリオン座c星である。

Aa星、Ab星、B星からなる三重連星で、4.9等のAa星から0.2秒離れて6.3等のAb星があり、このペアから1.2秒離れたところにB星がある。この連星系を取り囲むHII領域NGC 1977は、主にオリオン座c星の光によって励起されて光り輝いて見える。2016年には、NASAのハッブル宇宙望遠鏡とスピッツァー宇宙望遠鏡を用いたNGC 1977の観測結果から、オリオン座c星から0.13 - 0.88光年ほど離れたところに7つの「プロプリッド (英: Proplyd)」と呼ばれる電離した原始惑星系円盤が発見された。これらのプロプリッドは、オリオン座c星からの強烈な光で光蒸発しており、彗星やオタマジャクシにたとえられる形状をしている。プロプリッドは、NGC 1977のすぐ南にあるオリオン大星雲 (M42) にあるO型星の周辺で多数発見されていたが、B型星の周辺で発見されたのはこれが最初の例であった。